# Silke Schindler

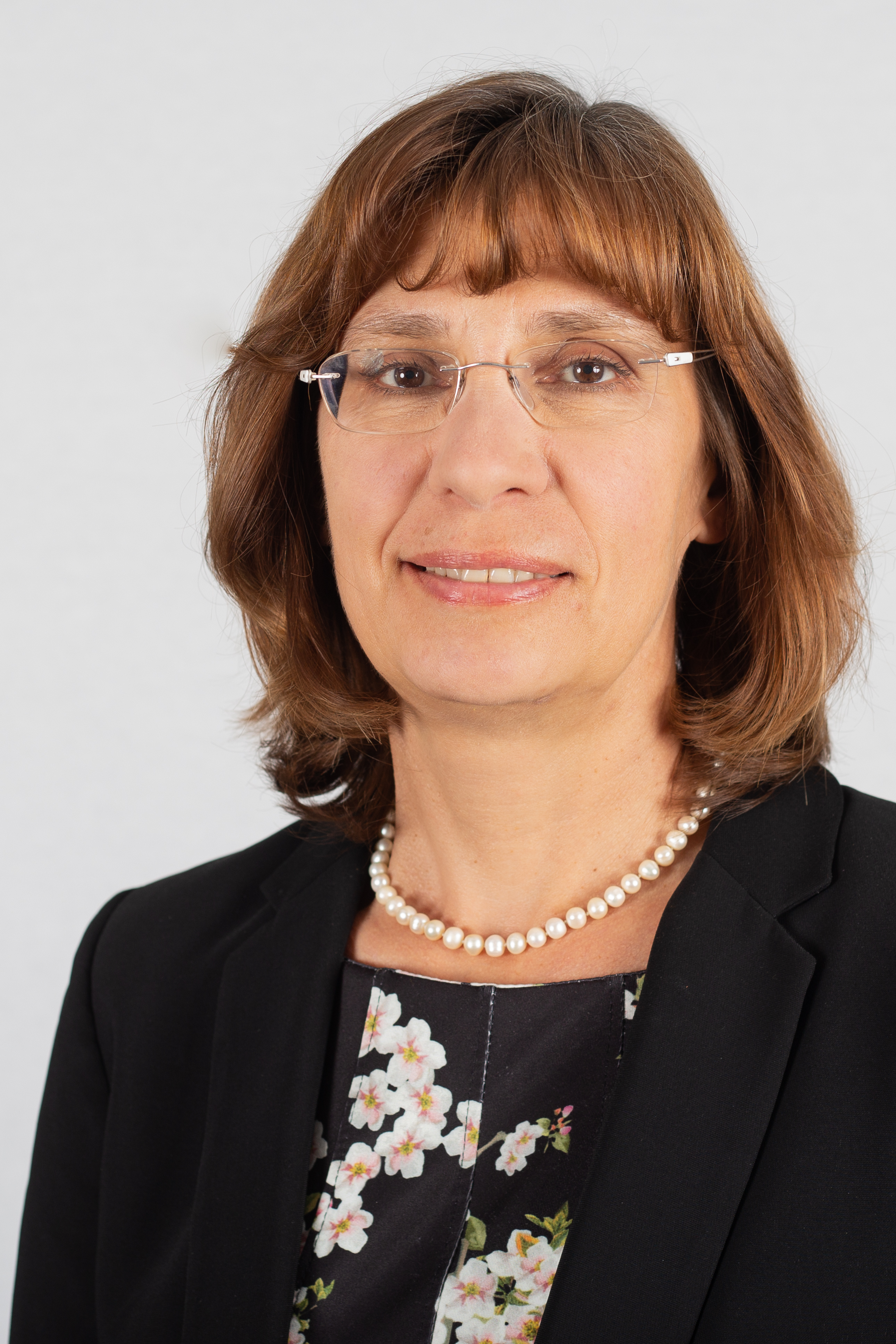
Silke Schindler 2018

Silke Schindler (* 26. April 1962 in Wurzen) ist eine deutsche SPD-Politikerin. Sie war von 2006 bis 2021 Abgeordnete im Landtag von Sachsen-Anhalt.

## Leben und Beruf
Nach dem Abitur im Jahr 1980 studierte sie Maschinenbau und graduierte als Diplom-Ingenieur. In den Jahren 1985 bis 1989 war Schindler als Projektierungsingenieurin im SKL Magdeburg tätig. Sie arbeitete 1989 bis 1990 als Hauptenergetikerin im Gesundheitswesen im Landkreis Wanzleben. Anschließend war sie bis 1994 Amtsleiterin/Sachgebietsleiterin in der Kreisverwaltung Wanzleben. Seit dem Jahr 1998 ist Schindler Verwaltungsfachwirtin. Sie ist verheiratet und hat zwei Töchter.

## Partei
Im Jahr 1990 trat sie in die SPD ein. Ab 1996 war sie stellvertretende SPD-Kreisvorsitzende im Bördekreis. Nach der Fusion der Kreisverbände 2006 war sie bis 2014 Vorsitzende des Kreisverbandes Börde. Von 2002 bis 2016 war Schindler Mitglied des Landesvorstandes der SPD Sachsen-Anhalt.

## Politische Ämter und Mandate
In den Jahren 1990 bis 1994 war Schindler Mitglied der Stadtverordnetenversammlung Wanzleben, deren Vorsitz sie von 1991 bis 1994 innehatte. Vom Jahr 1994 bis zu ihrer Wahl in den Landtag 2006 war sie Bürgermeisterin von Wanzleben.
Schindler war ab 2006 Mitglied des Landtages von Sachsen-Anhalt. 2006, 2011 und 2016 zog sie jeweils über die Landesliste der SPD in das Parlament ein. Hier war sie zunächst Schriftführerin und Mitglied im Ausschuss für Ernährung, Landwirtschaft und Forsten sowie im Ausschuss für Inneres. In der 7. Wahlperiode (ab 2016) war sie stellvertretende Fraktionsvorsitzende und Sprecherin für Kommunalpolitik, Justiz und Energie der SPD-Landtagsfraktion sowie Mitglied des Ausschusses für Inneres und Sport, des Ausschusses für Recht, Verfassung und Gleichstellung, des Wahlprüfungsausschusses und des Ausschusses für Umwelt und Energie. Zur Landtagswahl 2021 trat sie nicht erneut an.
Seit dem 28. Januar 2022 ist Silke Schindler Mitglied des Landesverfassungsgerichts Sachsen-Anhalt.